# Denise Gough
Denise Gough, född 28 februari 1980 i Ennis, County Clare, är en irländsk skådespelare.
Gough har bland annat medverkat i TV-serierna Titanic: Blood and Steel, Who is Erin Carter? och Andor.

## Filmografi (i urval)
- 2012 – Titanic: Blood and Steel (TV-serie)
- 2022 – Andor (TV-serie)
- 2022 – Under the Banner of Heaven (TV-serie)
- 2023 – Who is Erin Carter? (TV-serie)
- 2025 – The Stolen Girl (TV-serie)